# Okręg Loches
Okręg Loches (fr. Arrondissement de Loches) – okręg w środkowej Francji, w departamencie Indre i Loara. Populacja wynosi 49 900.

## Podział administracyjny
W skład okręgu wchodzą następujące kantony:
- Descartes,
- Grand-Pressigny,
- Ligueil,
- Loches,
- Montrésor,
- Preuilly-sur-Claise.